# Amyris phlebotaenioides
Amyris phlebotaenioides là một loài thực vật có hoa trong họ Cửu lý hương. Loài này được Urb. & Ekman mô tả khoa học đầu tiên năm 1926.